# DR Automobiles
DR Automobiles — итальянская автомобильная компания, которая продаёт обновлённые автомобили китайских  производителей Chery Automobile, JAC Motors и BAIC Motor.

## История
DR была основана Массимо Ди Рисио в 2006 году. Первым продуктом, выпущенным DR, стал компактный внедорожник DR 5, адаптированная версия китайского Chery Tiggo, выпущенная на рынок в 2007 году и оставшаяся в прайс-листе с различными изменениями до 2020 года. По состоянию на 2008 год,   у компании были офисы в Риме, Кампобассо и Пескаре.
На конец 2018 года компания имела сеть из 20 дилеров в Италии.

## Модели

### DR
- Chery QQ3 / DR Zero (2015—2019)
- Chery M1 / DR1 / Citywagon / CityCross / CityVan (2009—2014)
- Chery A1 / DR2 (2010—2014)
- Chery Tiggo 3x / DR3 (2016—н. в.) — компактный внедорожник[5]
- JAC Refine S3 / DR4 (2016—2020) SUV
- Chery Tiggo 3 / DR5 (2007—2020)
- Chery Tiggo 5 / DR6 (2016—2020)
- Chery Tiggo 5x / 4.0 / 5.0 (2020—н. в.)
- Chery Tiggo 7 / F35 (2020—2023)
- Chery Tiggo 7 Pro/DR 6.0 (2022—н. в.)

### EVO
EVO — линейка автомобилей, позиционируемая в эконом-сегменте рынка и направленная на сохранение доступного уровня цен. Автомобили имеют менее богатые комплектации и упрощённый дизайн. Создана в 2020 году в рамках диверсификации модельного ряда DR. Модели, входящие в линейку EVO, носят собственную эмблему.
- DR EVO 3 (c 2020) — компактный кроссовер на базе JAC JS2 (с двигателем на экотопливе) или JAC iEV7S (электрический).
- DR EVO 4 (с 2017; изначально назывался DR 4) — компактный кроссовер на базе JAC JS3. В 2020 году был введён в линейку EVO, а в 2022 претерпел рестайлинг, соответствующий рестайлингу 2019 года базовой модели.
- DR EVO 5 (с 2022) — компактный кроссовер на базе Beijing X3.
- DR EVO 7 (с 2023) — среднеразмерный кроссовер на базе JAC JS8 с семиместным салоном. В отличие от других моделей, не получил внешних отличий от прототипа, кроме эмблем.
- DR EVO Cross 4 (c 2022) — пикап на базе JAC T8.

Кроме того, в 2020—2021 годах небольшое количество автомобилей DR 5 и DR 6 были проданы под названием EVO.

### Sportequipe
Sportequipe — более премиальный бренд DR Automobiles, запущенный в 2022 году также Ди Рисио
- Chery Tiggo 8 Plus / S8 (2023—н. в.)

### ICH-X
Ранее известный как ICKX с 2022 по 2024 год.
- ICH-X K2 (2023—настоящее время)
- ICH-X K3 (2024—настоящее время)